# アーデルハイト・マリー・フォン・アンハルト＝デッサウ
アーデルハイト・マリー・フォン・アンハルト＝デッサウ（Adelheid Marie von Anhalt-Dessau, 1833年12月25日 - 1916年11月24日）は、ルクセンブルク大公アドルフの2度目の妃。
フランス語名はアデライード・ダナル＝デッソー（Adélaïde d'Anhalt-Dessau）。

## 生涯
アンハルト＝デッサウ公レオポルト4世（後の統一アンハルト公国の統治者）の弟であるフリードリヒ・アウグストとその妻でヘッセン＝カッセル＝ルンペンハイム方伯ヴィルヘルム（10世）の娘であるマリーの間の長女として、デッサウで生まれた。
1851年4月23日、デッサウにて後にルクセンブルク大公となるナッサウ公アドルフと結婚した。夫妻には5人の子どもがいたが、成人したのはそのうち2人だけだった。
アドルフは1866年の普墺戦争でオーストリア帝国を支持した。オーストリアの敗北後、ナッサウはプロイセン王国に併合され、アドルフとアーデルハイト・マリーは1866年9月20日に公位を失った。
1890年、オランダのウィレム3世が亡くなり、彼の一人娘であるウィルヘルミナがオランダの王位を継承したが、1783年のナッサウ家協定によって女子はルクセンブルク大公位継承権から除外されていた。1815年以来オランダと同君連合となっていた大公領は、ナッサウ家協定に従って1890年11月23日にオランダ王室の遠い親族であるアドルフに渡り、アーデルハイト・マリーはルクセンブルク大公妃になった。
1916年11月24日、ドイツ帝国のケーニヒシュタイン・イム・タウヌス（現在のヘッセン州の町）で亡くなった。

## 子女
夫のアドルフとの間に5人の子を儲けた（ドイツ語名で記す）。
- ヴィルヘルム（1852年 - 1912年） - ルクセンブルク大公ギヨーム4世
- フリードリヒ（1854年 - 1855年）
- マリー（1857年） - 夭折
- フランツ・ヨーゼフ（1859年 - 1875年）
- ヒルダ（1864年 - 1952年） - バーデン大公フリードリヒ2世妃

## アーデルハイト・マリーを描いた肖像画

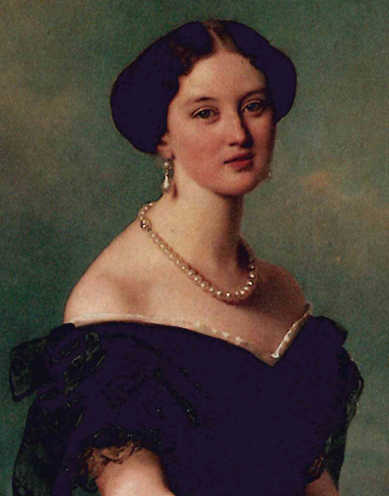
若かりし頃のアーデルハイト・マリー（カール・フェルディナンド・ゾーン画・1855年）
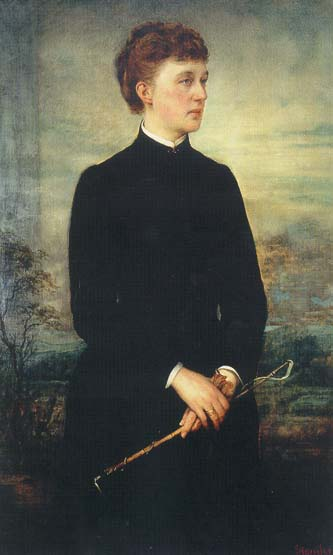
アーデルハイト・マリー（ヴィクトル・シュタウファー（ドイツ語版）画）